# Geodesia

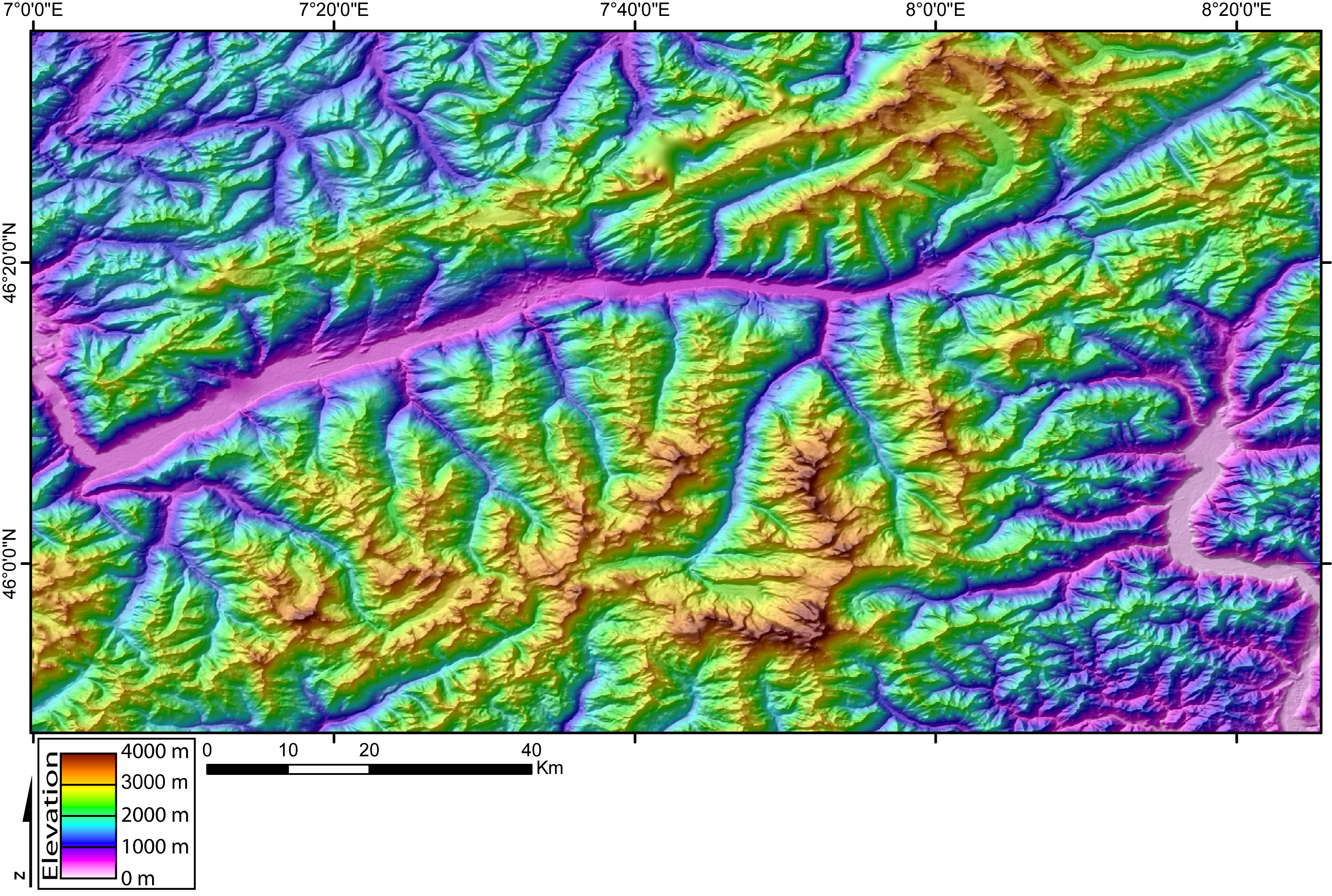
Modelo digital del terreno del Cantón del Valais

El término geodesia, del griego γη ("tierra") y δαιζω ("dividir") lo usó inicialmente Aristóteles (384-322 a. C.), y puede significar tanto «divisiones geográficas de la tierra» como también el acto de «dividir la tierra», por ejemplo, entre propietarios. 
La geodesia es, al mismo tiempo, una de las ciencias de la Tierra y una ingeniería. Trata del levantamiento y de la representación de la forma y de la superficie de la Tierra, global y parcial, con sus formas naturales y artificiales.
La geodesia también se emplea en matemáticas para la medida y el cálculo en superficies curvas. Se usan métodos semejantes a los utilizados en la superficie curva de la Tierra.

## El objetivo de la geodesia
La geodesia suministra, con sus teorías y los resultados de sus mediciones y cálculos, la referencia geométrica para las demás geociencias como también para la geomática, los sistemas de información geográfica, el catastro, la planificación, la ingeniería, la construcción, el urbanismo, la navegación aérea, marítima y terrestre, entre otros, e incluso para aplicaciones militares y programas espaciales.
La geodesia superior o geodesia teórica, dividida entre la geodesia física y la geodesia matemática, trata de determinar y representar la figura de la Tierra en términos globales; la geodesia inferior, también llamada geodesia práctica o topografía, levanta y representa partes menores de la Tierra donde la superficie puede considerarse plana. Para este fin podemos considerar algunas ciencias auxiliares, como es el caso de la cartografía, de la fotogrametría, del cálculo de compensación y de la teoría de errores de observación, cada una con diversas subáreas.
Además de las disciplinas de la geodesia científica, existe una serie de disciplinas técnicas que tratan problemas de la organización, administración pública o aplicación de mediciones geodésicas como, por ejemplo, la cartografía sistemática, el catastro inmobiliario, el saneamiento rural, las mediciones de ingeniería y el geoprocesamiento.

### Geodesia teórica

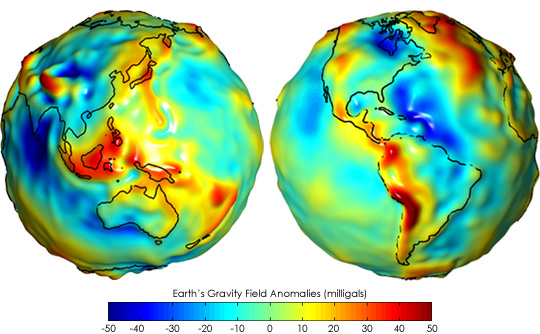
Anomalías gravimétricas en la Tierra

La observación y descripción del campo de gravedad y su variación temporal, es considerada el problema de mayor interés en la geodesia teórica. La dirección de la fuerza de gravedad en un punto, es producido tanto por la rotación de la Tierra y por la masa terrestre, como también de la masa del Sol, de la Luna y de los otros planetas, y el mismo como la dirección de la vertical (o de la plomada) en algún punto. La dirección del campo de gravedad y la dirección vertical no son idénticas. Cualquier superficie perpendicular a esta dirección es llamada superficie equipotencial. Una de estas superficies equipotenciales (la geoide) es aquella superficie que más se aproxima al nivel medio del mar. El problema de la determinación de la figura terrestre es resuelto para un determinado momento si es conocido el campo de gravedad dentro de un sistema espacial de coordenadas. Este campo de gravedad también sufre alteraciones causadas por la rotación de la Tierra y también por los movimientos de los planetas (mareas). Al igual que las mareas marítimas, también la corteza terrestre, a causa de las mismas fuerzas, sufre deformaciones elásticas: las mareas terrestres. Para una determinación del geoide libre de hipótesis, se necesitan, en primer lugar, mediciones gravimétricas, además de mediciones astronómicas, triangulaciones, nivelaciones geométricas y trigonométricas y observaciones por satélite.

### Geodesia física

Esquema mostrando: (1) la superficie de los océanos, (2) el elipsoide, (3) la dirección de la plomada, (4) los continentes, (5) el geoide.

La mayor parte de las mediciones geodésicas se aplica en la superficie terrestre, donde, para fines de determinaciones planimétricas, son marcados puntos de una red de triangulación. Con los métodos exactos de la geodesia matemática se proyectan estos puntos en una superficie geométrica, que matemáticamente debe ser bien definida. Para este fin se suele definir un elipsoide de rotación o elipsoide de referencia. Existe una serie de elipsoides que antes fueron definidos para las necesidades de apenas un país, después para los continentes, hoy para el Globo entero, en primer lugar definidos en proyectos geodésicos internacionales y la aplicación de los métodos de la Geodesia de satélites. Además del sistema de referencia planimétrica (red de triangulación y el elipsoide de rotación), existe un segundo sistema de referencia: el sistema de superficies equipotenciales y líneas verticales para las mediciones altimétricas. Según la definición geodésica, la altura de un punto es la longitud de la línea de las verticales (curva) entre un punto P y el geoide (altura geodésica). También se puede describir la altura del punto P como la diferencia de potencial entre el geoide y aquella superficie equipotencial que contiene el punto P. Esta altura es llamada cota geopotencial. Las cotas geopotenciales tienen la ventaja, comparándola con alturas métricas u ortométricas, de poder ser determinadas con alta precisión sin conocimientos de la forma del geoide (nivelación). Por esta razón, en los proyectos de nivelación de grandes áreas, como continentes, se suelen usar cotas geopotenciales, como en el caso de la compensación de la 'Red única de Altimétria de Europa'. En el caso de tener una cantidad suficiente, tanto de puntos planimétricos, como también altimétricos, se puede determinar el geoide local de aquella área.
El área de la geodesia que trata de la definición local o global de la figura terrestre generalmente es llamada  geodesia física, para aquella área, o para sus subáreas. También se usan términos como geodesia dinámica, geodesia por satélite, gravimetría, geodesia astronómica, geodesia clásica, geodesia tridimensional.

### Geodesia cartográfica

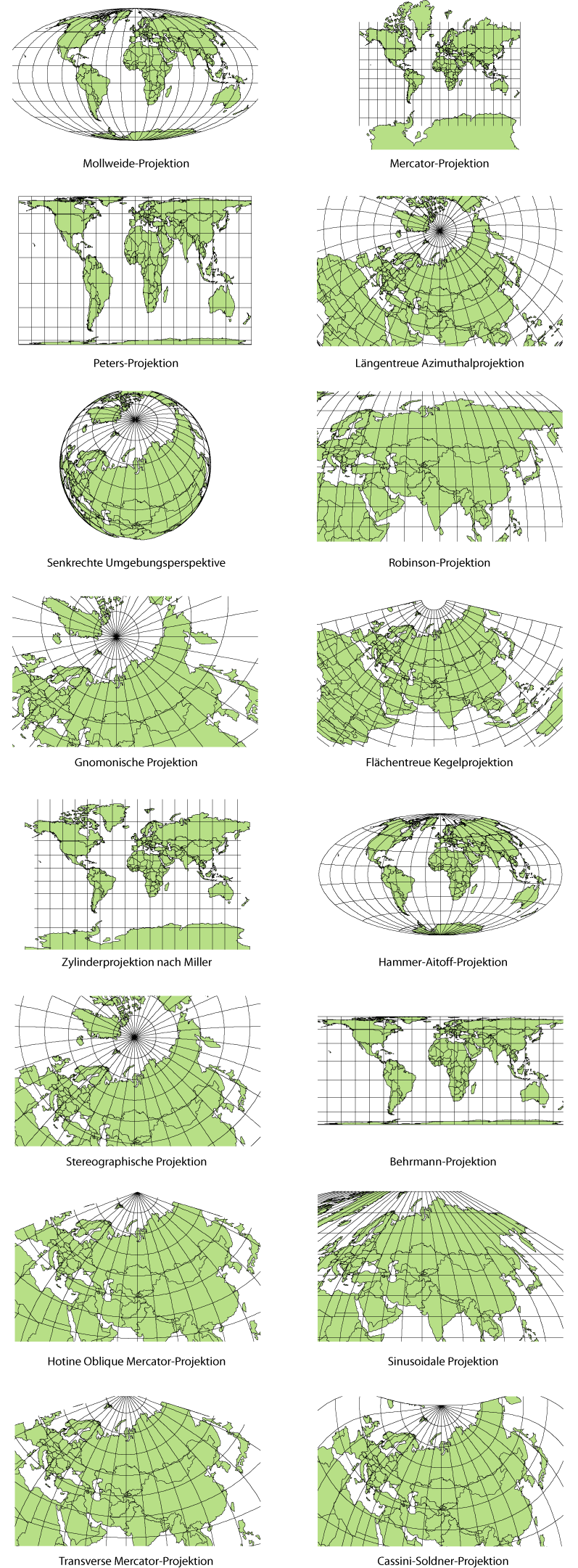
Diversas proyecciones.

En la geodesia matemática se formulan los métodos y las técnicas para la construcción y el cálculo de las coordenadas de redes de puntos de referencia para el levantamiento de un país o de una región. Estas redes pueden ser referenciadas para nuevas redes de orden inferior y para mediciones topográficas y de registro. Para los cálculos planimétricos modernos, se usan tres sistemas diferentes de coordenadas, definidos como 'proyecciones conformes' de la red geográfica de coordenadas: la proyección estereográfica (para áreas de pequeña extensión), la proyección 'Lambert' (para países con grandes extensiones en la dirección oeste-este) y la proyección Mercator transversal o proyección transversal de Gauss (p.e. UTM), para las áreas con mayores extensiones meridionales.
Según la resolución de la IUGG (Roma, 1954) cada país puede definir su propio sistema de referencia altimétrica. Estos sistemas también son llamados 'sistemas altimétricos de uso'. Tales sistemas de uso son, por ejemplo, las alturas métricas, que son la longitud de la línea vertical entre un punto P y el punto P', que es la intersección de aquella línea de las verticales con el geoide. Se determina tal altura como la cota Geopotencial c a través de la relación de medición, donde es la media de las aceleraciones de gravedad acompañando la línea PP', un valor que no es medible directamente, y para determinarlo se necesita de más información sobre la variación de las masas en el interior de la Tierra. Las alturas ortométricas no son exactas, su valor numérico es aproximado. Para esa aproximación se usa también la relación (fórmula) donde la constante es la media de las aceleraciones de gravedad.
La geodesia se aplica bastante en lo que se refiere a áreas de mapeo y en términos de medición de terrenos (catastro).

## Arqueogeodesia
Arqueogeodesia es un campo de estudio propuesto en 1990 por James Q. Jacobs. En 1992 Jacobs publicó Archaeogeodesy, A Key to Prehistory, con conceptos básicos y presentando resultados de sus estudios. De este modo fue definido el estudio:

La arqueogeodesia se define como el área de estudio que incluye la determinación de la posición de lugares y puntos, la navegación, la astronomía y la medición y representación de la Tierra; en tiempos prehistóricos o antiguos. Combinando astronomía fundamental, geodesia, matemáticas aplicadas, datos precisos de posicionamientos y arqueología; la arqueogeodesia presenta una metodología para investigar los lugares, interrelaciones, propiedades espaciales, distribuciones y arquitectura de lugares y monumentos prehistóricos. Como nueva área de estudio la arqueogeodesia presenta formas únicas para la comprensión de la geografía, la Tierra y el universo como los describen las evidencias arqueológicas.

## Organizaciones científicas
Aunque en el siglo XIX, Europa apenas contaba con organizaciones científicas o técnicas de geodesia, hoy ellas existen en casi todos los países del mundo. Muchos tienen organizaciones independientes para subdisciplinas como la cartografía, la fotogrametría, la topografía, la geodesia minera, el catastro inmobiliario, etc. A nivel global, en primer lugar, es la Fédération Internationale des Géomètres (FIG), que coordina proyectos continentales o globales y que organiza el intercambio de informaciones y opiniones. La FIG también es miembro de la IUGG (International Union of Geodesy and Geophysics) para coordinar proyectos comunes con la participación de las disciplinas vecinas, como la geofísica.
Las subdisciplinas de la geodesia también cuentan con organizaciones globales. En el caso de la fotogrametría, la International Society of Photogrammetry and Remote Sensing (ISPRS); en el área de la cartografía, la International Cartographic Association (ICA), que coordina proyectos internacionales de mapeamiento continental o global.

## Historia
La historia de la geodesia, entendida como la disciplina científica que se ocupa de la medición y representación de la Tierra, comenzó en la antigüedad precientífica y floreció durante la Era de la Ilustración.
Las primeras ideas sobre la figura de la Tierra sostenían que la Tierra era plana (ver: Tierra plana) y que los cielos eran una cúpula física que se extendía sobre ella. Dos de los primeros argumentos a favor de una Tierra esférica fueron que los eclipses lunares se veían como sombras circulares, que solo podían ser causadas por una Tierra esférica, y que la estrella Polaris se veía más abajo en el cielo a medida que se viajaba hacia el sur.
La geodesia, que tiene el mismo origen de la geometría, fue desarrollada en las altas culturas del oriente medio, con el objetivo de levantar y dividir las propiedades en parcelas. Las fórmulas usadas para calcular áreas, generalmente empíricas, fueron usadas por los agrimensores romanos y se encuentran también en los libros griegos, por ejemplo, de Herón de Alejandría, que inventó la dioptra, el primer instrumento geodésico de precisión, que también permitía la nivelación que aumentaba la serie de instrumentos geodésicos (groma, gnómon, mira, trena). Perfeccionó aun el instrumento de Ctesibio para medir grandes distancias. Alejandro Magno también llevó a bematistas para levantar los territorios conquistados.
Después de descubrir la forma esférica de la Tierra, Eratóstenes determinó por primera vez el diámetro del globo terráqueo. Hiparco, Herón y Ptolomeo determinaban la longitud geográfica observando los eclipses lunares en el mismo instante, en dos puntos cuya distancia ya les era conocida por anteriores mediciones.
Esos métodos llegaron a la Edad Media a través de los libros de los agrimensores romanos y árabes, que también usaban el astrolabio, el cuadrante y el 'bastón de Jacobo'. Desde el siglo XIII, los geodestas también usaron la brújula. En el siglo XVI, S. Münster y R. Gemma Frisius, desarrollaron los métodos de la intersección que permitían el levantamiento de grandes áreas. El nivel hidrostático de Heron, desde hace varios siglos olvidado, fue reinventado en el siglo XVII.
En el año 1617 comenzó una nueva era, cuando el neerlandés W. Snellius inventó la triangulación para el levantamiento de áreas grandes como regiones o países. La primera aplicación de la triangulación fue el levantamiento de Württemberg hecho Wilhelm Schickard. En esa época, la geodesia fue redefinida como «la ciencia y tecnología de la medición y de la determinación de la figura terrestre». Jean Picard realizó la primera medición de un arco en el sur de París, cuyos resultados iniciaron una disputa científica sobre la geometría de la figura terrestre.
El elipsoide de rotación, achatado en los polos, fue definido por Isaac Newton en 1687, con su hipótesis de gravitación, y por Christiaan Huygens en 1690, basándose en la teoría cartesiana del remolino. La forma del elipsoide casaba bien con algunas observaciones antes inexplicadas, como la observada por Jean Richer en 1672 sobre el retraso de un reloj pendular en Cayena, calibrado en París, o del hecho del péndulo del segundo cuya longitud aumentaba al aproximarse a la línea del ecuador.
La Académie des sciences de París mandó realizar mediciones de arcos meridianos en dos diferentes altitudes del globo, una (1735-45 1751) por Pierre Bouguer y Charles Marie de La Condamine en el Ecuador, y otra 1736/37 en Finlandia, por Pierre Louis Maupertuis, Alexis-Claude Clairaut y Anders Celsius. Estas mediciones tenían como único objetivo la confirmación de la tesis de Newton y Huygens, aplicando los últimos conocimientos de la astronomía y los métodos más modernos de medición y rectificación de la época, como constantes astronómicas perfeccionadas (precesión, aberración de la luz, refracción atmosférica), nutación del eje terrestre, medición de la constante de gravitación con péndulos y la corrección del desvío de la vertical, 1738 observado por la primera vez por P. Bouguer en las mediciones en el Chimborazo (Ecuador).
Juntamente con la remedición del arco de París por César-François Cassini de Thury y Nicolas Louis de Lacaille, la rectificación de las observaciones confirmó el achatamiento del globo terráqueo y, con ello, del elipsoide de rotación como figura matemática y primera aproximación de la geometría de la Tierra. En 1743, Clairaut publicó los resultados en su obra clásica sobre la geodesia. En los años siguientes, la base teórica fue perfeccionada, en primer lugar por d'Alembert (Determinación del achatamiento de la Tierra a través de la precesión y nutación) y también por Laplace, que determinó el achatamiento únicamente a través de observaciones del movimiento de la Luna, tomando en cuenta la variación de la densidad de la Tierra.
El desarrollo del cálculo de probabilidades (Laplace, 1818) y del método de los Mínimos Cuadrados (C. F. Gauss, 1809) perfeccionaron la rectificación de observaciones y mejoraron los resultados de las triangulaciones. El siglo XIX comenzó con el descubrimiento de Laplace, que la figura física de la tierra es diferente del elipsoide de rotación, comprobado por la observación de desvíos de la vertical como diferencias entre latitudes astronómicas y geodésicas. En 1873 J. B. Listing usó, por primera vez, el nombre geoide para la figura física de la Tierra. El final del siglo fue marcado por los grandes trabajos de mediciones de arcos meridianos de los geodesistas junto con los astrónomos, para determinar los parámetros de aquel elipsoide que tiene la mejor aproximación con la Tierra física. Los elipsoides más importantes eran los de Friedrich Bessel (1841) y de Clarke (1886 1880).
La moderna geodesia moderna comienza con los trabajos de Helmert, que usó el método de superficies en lugar del método de 'medición de arcos' y extendió el teorema de Claireau para los elipsoides de rotación introduciendo el 'esferoide normal'. En 1909 Hayford aplicó este método para levantar todo el territorio de los Estados Unidos.
En el siglo XX se formaron asociaciones para realizar proyectos de dimensión global como la Association géodésique internationale (1886-1917, con la central en Potzdam) o la L'Union géodésique et géophysique internationale (1919). La disciplina recibió un nuevo empuje gracias a la computación, que facilitó el ajuste de las redes continentales de triangulación, y del uso de los satélites artificiales para la medición de redes globales de triangulación y para mejorar el conocimiento sobre el geoide. Helmut Wolf describió la base teórica para un modelo libre de hipótesis de una geodesia tridimensional que, en forma del WGS84, facilitó la definición de posiciones, midiendo las distancias espaciales entre varios puntos vía GPS, y vino el fin de la triangulación, y la fusión entre la geodesia superior y la geodesia inferior (la topografía).

## Geodestas importantes
- Alemania:

- Johann Georg von Soldner (1776-1833)
- Carl Friedrich Gauss (1777-1855)
- Friedrich Wilhelm Bessel (1784-1846)
- Johann Jacob Baeyer (1794-1885)
- Wilhelm Jordan(1842-1899)
- Friedrich Robert Helmert  (1843-1917)
- Ernst Heinrich Bruns (1848-1919)
- Hellmut H. Schmid (1914-1998)

- Francia:

- Pierre Bouguer (1698-1758)
- Pierre-Simon Laplace (1749-1827)
- Adrien-Marie Legendre (1752-1833)
- François Arago (1786-1853)
- François Perrier (1833-1888)

- Eratóstenes (276-194 a. C.) (Grecia antigua)
- Giovanni Cassini (1625-1712) ((Italia-Francia)
- Isaac Newton (1642-1727) (Inglaterra)
- George Gabriel Stokes (1819-1903) (Gran Bretaña)
- Carlos Ibáñez de Ibero (1825-1891) (España)
- Loránd Eötvös (1848-1919 (Hungría)
- Julio Garavito Armero (1865-1920) (Colombia)
- J. F. Hayford (1868-1925) (Estados Unidos)
- Veikko Aleksanteri Heiskanen (1895-1971) (Finlandia)
- Mijail Molodensky (1909-1991) (Rusia)
- Helmut Moritz (1933-2022) (Austria)

## Sistemas de referencia geodésica
Desde el lanzamiento de los primeros satélites artificiales para los primitivos sistemas de navegación y posicionamiento (TRANSIT, LORAN, etc.) hasta llegar a los Sistemas de Navegación por Satélite (GNSS), como el GPS, el GLONASS y el futuro Galileo, han ido desarrollándose los modernos sistemas de referencia geodésicos globales, que permiten alta precisión y homogeneidad para el posicionamiento y la navegación. Algunos de los más conocidos son:
- WGS84 (World Geodetic System) Elipsoide de 1984
- ED50 (European Datum 1950)
- ETRS89 (European Terrestrial Reference System 1989)
- SIRGAS (Sistema de referencia geocéntrico para las Américas)
- SAD69 (South American Datum) de 1969
- PZ90 (Parametry Zemli 1990), Elipsoide de GLONASS

## Métodos y actividades geodésicas
La geodesia se encarga de establecer los sistemas de referencia (planimetria, altimetría, modelo de observación) y presentarlos accesibles a los usuarios por medio de los marcos de referencia. La geodesia proporciona el esqueleto sobre el que se van a apoyar otras actividades, como por ejemplo, la georreferenciación de imágenes de satélite o la determinación del nivel medio del mar; en definitiva, sirve de base para cualquier actividad que tenga que ver con el territorio.
- Definición de sistemas de referencia
- Obtención de redes planimétricas (locales y globales)
- Obtención de redes altimétricas (locales y globales)
- Obtención de redes tridimensionales (locales y globales)
- Obtención de redes gravimétricas (locales y globales)
- Control de los sistemas temporales
- Control del movimiento del polo
- Controles geodinámicos, movimiento de placas, mareas terrestres
- Control de estructuras
- Posicionamiento astronómico
- Posicionamiento por satélite
- Gravimetría
- Levantamiento topográfico
- Nivelación
- Poligonación (polígono)
- Triangulación, trilateración, intersección inversa, intersección directa, intersección de arcos
- Geodesia por satélite

## Instrumentos geodésicos
- Brújula Brunton
- Cámara métrica
- Cámara aereofotogramétrica
- Cinta métrica
- Distanciómetro
- Estación total
- Estadía de invar u horizontal
- Fototeodolito
- Giroteodolito
- Gravímetro
- Hilos invar
- Jalones
- Escáner láser
- Mareógrafo
- Mira
- Nivel
- Pentaprisma
- Plancheta
- Plomada
- Prisma o reflector
- Receptor para el Global Positioning System (GPS), GLONASS y Galileo
- Sextante

- Instrumentos históricos:
  - Groma
  - Dioptra
  - Regla de Ibáñez-Saavedra

### Instrumentos geodésicos históricos
|  |  |  |  |

|  |  |  |

### Enseñanza de la geodesía en América del Sur
En América del Sur existen facultades de Geodesia en varios países. En Bolivia está el Instituto Geográfico Militar (IGM). En Perú, la geodesia está representada en los cursos de la carrera de Ingeniería Geográfica de la Universidad Nacional Mayor de San Marcos. En Brasil, la geodesia está representada en los cursos de Ingeniería Cartográfica en las universidades públicas de Curitiba (UFPR), Presidente Prudente (UNESP), Recife (UFPE), Río de Janeiro (UERJ y IME / Instituto Militar de Ingeniería), Porto Alegre (UFRGS); en los cursos de la Ingeniería de Agrimensura en Araraquara (SP), Belo Horizonte (MG), Campo Grande (MS), Criciúma (SC), Maceió (Al), Piracinunga (SP), Río de Janeiro (RJ), Salvador (BA), Terezina (PI), Lozana (MG), también en los cursos de maestría en São Paulo (Usp) y Florianópolis (UFSC - Catastro Multifinalitário). En los otros países del sub-continente en la Argentina (Buenos Aires, La Plata, Córdoba, Rosario, Santa Fe, Corrientes, Tucumán, San Juan(UNSJ), Mendoza, (Argentina), Catamarca, (Argentina)(UNCA), Santiago del Estero, (Argentina), en Venezuela (Escuela de Ingeniería Civil de la Universidad Central de Venezuela en Caracas), Escuela de Ingeniería Geodésica (Facultad de Ingeniería de la Universidad del Zulia en Maracaibo), en Perú (Ingeniería Geográfica en la Universidad Nacional Mayor de San Marcos (Lima), Ingeniería Geográfica en la Universidad Nacional Federico Villareal (Lima), Ingeniería Topográfica y Agrimensura en la Universidad Nacional del Altiplano Puno)), en Colombia (Ingeniería Catastral y Geodesia en la Universidad Distrital "Francisco José de Caldas", en Bogotá), en Ecuador en el departamento de Ciencias de la Tierra y la Construcción con la carrera de Ingeniería Geográfica y del Medio Ambiente de la Escuela Politécnica del Ejército (Sangolquí-Prov. de Pichincha), en el Uruguay (Montevideo). En Chile, el profesional que profesa la geodesia es el ingeniero geomensor, que es formado en las Escuelas de Ingeniería en Geomensura de las universidades Tecnológica Metropolitana de Chile, de Santiago, Antofagasta y Universidad de Concepción.